# Alda d'Este

Escut d'armes dels Este.

Alda d'Este (Ferrara, Senyoriu de Ferrara, 18 de juliol de 1333 - Màntua, Senyoriu de Màntua, 1381) fou una noble italiana membre de la Dinastia Este que va esdevenir senyora consort de Màntua.

## Orígens familiars
Alda d'Este era filla d'Obizzo III d'Este i la seva segona esposa, Lippa Ariosti, i neta per línia paterna d'Aldobrandino II Este i Alda Rangoni. També germana, entre d'altres, d'Aldobrandino III Este, Nicolau II d'Este i Albert I d'Este.

## Núpcies i descendents
Es casà el 16 de febrer de 1365 amb Lluís II Gonzaga, fill de Guiu I Gonzaga i la seva tercera esposa, Beatriu de Bar. D'aquesta unió nasqueren:
- Francesc I Gonzaga (1366-1407), senyor de Màntua
- Elisabet Gonzaga (?-1432), casada el 1386 amb Carlo I Malatesta

Alda morí a la ciutat de Màntua el 1381.